# Enrico Mizzi
Enrico Mizzi (La Valletta, 20 settembre 1885 – La Valletta, 20 dicembre 1950) è stato un politico maltese, capo del Partito Nazionalista dal 1926 e brevemente Primo ministro del paese nel 1950.

## Biografia
Figlio di Maria Sofia (Marie Sophie) Folliero de Luna, figlia del vice-console di Napoli, e di Fortunato Mizzi, politico maltese filo-italiano e fondatore del Partito Anti-Riformista (Partit Anti-Riformista), Enrico Mizzi iniziò gli studi al seminario di Gozo. Sua madre morì nel 1903 e suo padre nel 1905, quando Enrico aveva rispettivamente 17 e 19 anni.
Nel 1903 studiò giurisprudenza all'Università di Roma e nel 1906 in quella di Urbino. Lo stesso anno si laureò in lettere e scienze presso la Royal University di Malta, quindi nel 1911 in giurisprudenza ad Urbino.
Nel 1926 sposò Bice Vassallo; ebbero un figlio, Fortunat Mizzi (1927-2017), che divenne prete nel 1952 e fondò il movimento di Azione Cattolica a Malta (Azzjoni Kattolika Maltija) nel 1955.

### Politica
Nonostante avesse completato i suoi studi legali a Roma, Mizzi aveva poche possibilità di esercitare la professione legale. Era attratto invece dalla politica e dal giornalismo. Nel 1915 Mizzi fu eletto membro del Comitato Patriottico Maltese e fondò il giornale  L'Eco di Malta, organo del Comitato stesso.
Mizzi fu eletto in Parlamento nel collegio di Gozo nel 1915. Ha lavorato instancabilmente per sviluppare una Costituzione per Malta che fosse autonoma dal dominio inglese all'epoca.
Nel 1916 fu arrestato e condannato a un anno di prigione per essersi proclamato un rappresentante della nazionalità italiana di Malta - la sua condanna fu ridotta a un rimprovero dal Governatore dell'epoca a causa di sospette interferenze. Nel maggio del 1917 fu arrestato e processato in corte marziale per sedizione durante la guerra, dichiarato colpevole di tutte le accuse e imprigionato per un anno. Sebbene anche questa sentenza sia stata nuovamente ridotta, perse il diritto di esercitare come avvocato nel paese.

### Alla guida del Partit Nazzjonalista
Dopo la fine della prima guerra mondiale Mizzi fece parte della coalizione ampia e moderata detta Unione Politica Maltese (Unjoni Politika Maltija, UPM), guidata da Ugo Pasquale Mifsud. Da questa ne fuoriuscì assieme alla corrente più estremista e pro-italiana che si costituì in Partito Democratico Nazionalista (Partit Demokratiku Nazzjonalista, PDN), guidato da Mizzi.
I due movimenti parteciparono separati alle elezioni del 1921, ma adottarono un patto di desistenza per non danneggiarsi a vicenda.
Nel 1921 il Partito Democratico Nazionale di Mizzi elesse 4 deputati a Gozo nello stesso anno.
UPM e PDN parteciparono ancora una volta separati, sebbene in coalizione, alle elezioni del 1924, eleggendo 15 deputati. Durante questa legislatura Mizzi fu Ministro dei servizi postali, dell'agricoltura e della pesca insieme all'industria e al commercio.
Il 23 gennaio 1926, i due partiti decisero di riunirsi e di adottare nuovamente il nome di Partito Nazionalista. Mizzi che fungeva da co-leader insieme a Sir Ugo Mifsud. Mizzi prese le redini del partito alla morte di Ugo Mifsud l'11 febbraio 1942.
Il nuovo partito unitario uscì però sconfitto dalle elezioni del 1927, a vantaggio del Compact, l'alleanza elettorale fra Partito Costituzionale e Partito Laburista.
Negli anni dal 1924 al 1933 Mizzi ricoprì numerose cariche ministeriali e fu presidente della Società Dante Alighieri e direttore della Gazzetta maltese nella sua qualità di sostenitore dell'italianità di Malta.
Mizzi, il "cavaliere senza macchia e senza paura", rimase noto per il patriottismo e il nazionalismo in un momento in cui Malta era sotto il dominio britannico. Mizzi rimase associato alla difesa dell'identità italiana del popolo maltese, la causa della lingua italiana come lingua ufficiale del paese, e il sostegno alla Chiesa cattolica romana in opposizione alla fede protestante britannica.

### Deportazione in Uganda
Il 30 maggio 1940, mentre Mizzi era alla Malta Printing Press, fu arrestato e insieme ad altri 47 maltesi fu internato per le loro presunte simpatie italiane. Nel febbraio del 1942, il governatore Dobbie firmò un mandato per deportare illegalmente 47 maltesi in Uganda, tra cui Mizzi. Durante il suo esilio, Mizzi fece tutto il possibile per rimanere aggiornato sugli eventi a Malta. Rimase in stretto contatto con altri membri del Partit Nazzjonalista, come George Borġ Olivier e Giuseppe Schembri.

### Riforma del Partit Nazzjonalista
Al gruppo di esiliati fu permesso di rientrare nel paese l'8 marzo 1945. Mizzi rientrò rapidamente in politica e partecipò alla seduta del Consiglio del 15 marzo. Mizzi pianificò di riorganizzare il Partito Nazionalista da zero.
L'ideologia del Partito e il suo sostegno alla cultura e alla lingua italiane ne costituirono il fondamento e furono spesso usati contro di lui dai suoi nemici politici. Tra il 1939 e il 1942, The Times Of Malta e Il-Berqa, due giornali di proprietà di Gerald Strickland, lo definirono un quisling e un simpatizzante del fascismo.

### Primo Ministro di Malta
Alle elezioni del 1950, il Partito Nazionalista riportò un grande successo e Mizzi fu nominato Primo Ministro in un parlamento senza maggioranza. Morì alla Valletta tre mesi dopo, il 20 dicembre 1950, e ebbe un funerale di Stato.  Ad oggi, è l'unico primo ministro maltese ad essere morto in carica.

## Memoria

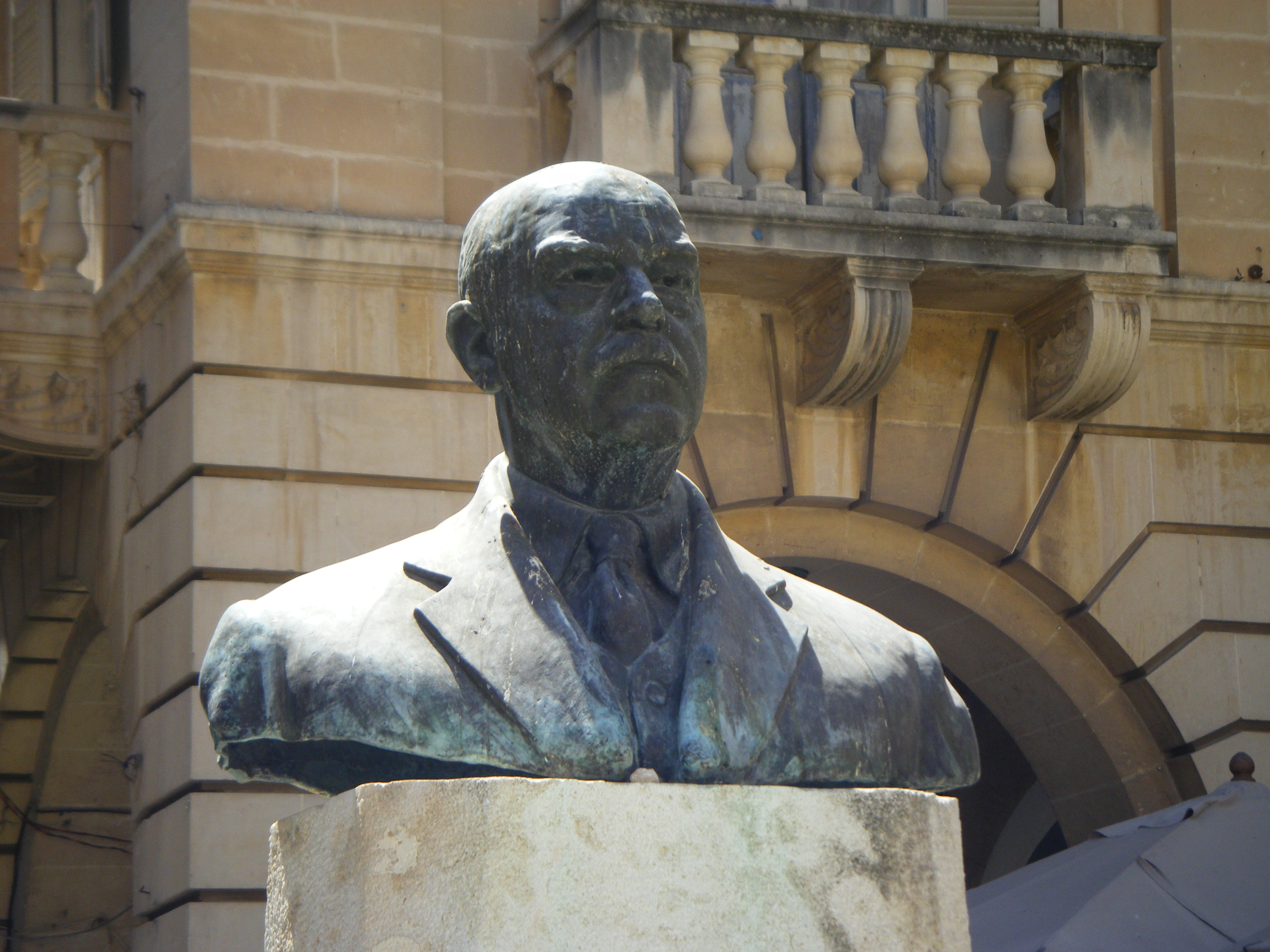
Busto di Enrico Mizzi a Malta

Mizzi è ricordato dai maltesi per il suo contributo all'identità nazionale ed europea maltese.
Una Fondazione, per promuovere e apprezzare meglio la sua vita e le sue opere e quella di suo padre Fortunato, è stata aperta nel 2010.